# 健軍神社
健軍神社（けんぐんじんじゃ）は、熊本県熊本市東区にある神社である。阿蘇神社（阿蘇市）、甲佐神社（こうさじんじゃ、甲佐町）、郡浦神社（こうのうらじんじゃ、宇城市）と共に阿蘇四社とも称せられる。

## 祭神
健軍大神、健磐龍命、阿蘇津姫命、神渟名川耳命（綏靖天皇）、国造速瓶玉命、草部吉見神、比咩御子神、彦御子神、若比咩神、新彦神、新比売神、若比古神、彌比咩神を祀る。
もともとは境内にある国造社の神、火（肥）国造 の祖である健緒組（たけおくみ。健緒純にも作る）と見る説もある｡健緒組は『肥前国風土記』や『肥後国風土記』逸文によれば景行天皇の時代に肥（火）君（ひのきみ）の姓を賜ったといい、『国造本紀』によれば崇神天皇朝に火国造に定められたという。

## 由緒
熊本市内で最古の神社と言われている。社伝によれば欽明天皇19年（558年）に阿蘇神社の大宮司が同神社を勧請して創祀し、異賊征伐の為に社号を「健軍」と称したといい、後に阿蘇四社の一として阿蘇神社の別宮とされた。
初め「健軍宮（たけみやぐう）」や健軍村竹宮（たけみや）と呼ばれ、または十二社大明神とも称せられて、健軍荘（たけみやしょう）（現在の日赤病院周辺や小峯や新外、江津湖周辺の広い地域）の産土神社であった。
明治6年（1873年）に郷社に列し、昭和以降「たけみや」が「けんぐん」と音読されるようになり、地域名も託麻郡健軍村から熊本市健軍町となった。地域の基礎とも言える神社である。

## 境内社
- 雨宮神社 - 雨宮大神
- 美和神社 - 大物主大神、三穂津姫命、事代主命、猿田彦大神
- 国造神社 - 速瓶玉命
- 日吉神社 - 大山咋命、若山咋命
- 天社神社 - 道君首名公　（おぶとさんの愛称）
- 矢城神社 - 矢城山の山神、稲荷大明神、青龍龍神

## 文化財
（括弧内は種別と指定年月日）

### 熊本県指定
- 肥後神楽（無形民俗文化財、昭和35年4月22日）

### 熊本市指定
- 杉馬場（史跡、昭和43年8月13日）
- 境内（史跡、昭和47年12月13日）

## 交通

### バス
- 熊本都市バス 健軍神社前停留所下車すぐ。
- 九州産交バス・熊本バス・熊本都市バス 神水町停留所（熊本東バイパス側の停留所）下車、健軍神社参道･杉馬場を東へ約700m。
- ほか、周辺には九州産交バスや熊本バスの路線が多数ある。

### 鉄道
JR熊本駅・上熊本駅・新水前寺駅のいずれかより熊本市電に乗車し、
- 健軍校前電停または動植物園入口電停下車、北へ約600m。
- 八丁馬場電停下車、健軍神社参道・杉馬場を東へ約1Km。
- 神水交差点電停下車、国道57号東バイパスを北へ約100m、健軍神社参道･杉馬場を東へ約700m。

## 関連図書
- 熊本日日新聞編纂・発行『熊本県大百科事典』、1982、319頁
- 高木盛義『くまもと史跡散歩』熊本新評社、1982、229-234頁
- 日本歴史地名大系44『熊本県の地名』平凡社、1985年、553-554頁
- 角川日本地名大辞典編纂委員会編『角川日本地名大辞典43 熊本県』角川書店、1987年、450-451頁
- 阿蘇惟之編『阿蘇神社』学生社、2007、44-45頁